# Gustav Kraus

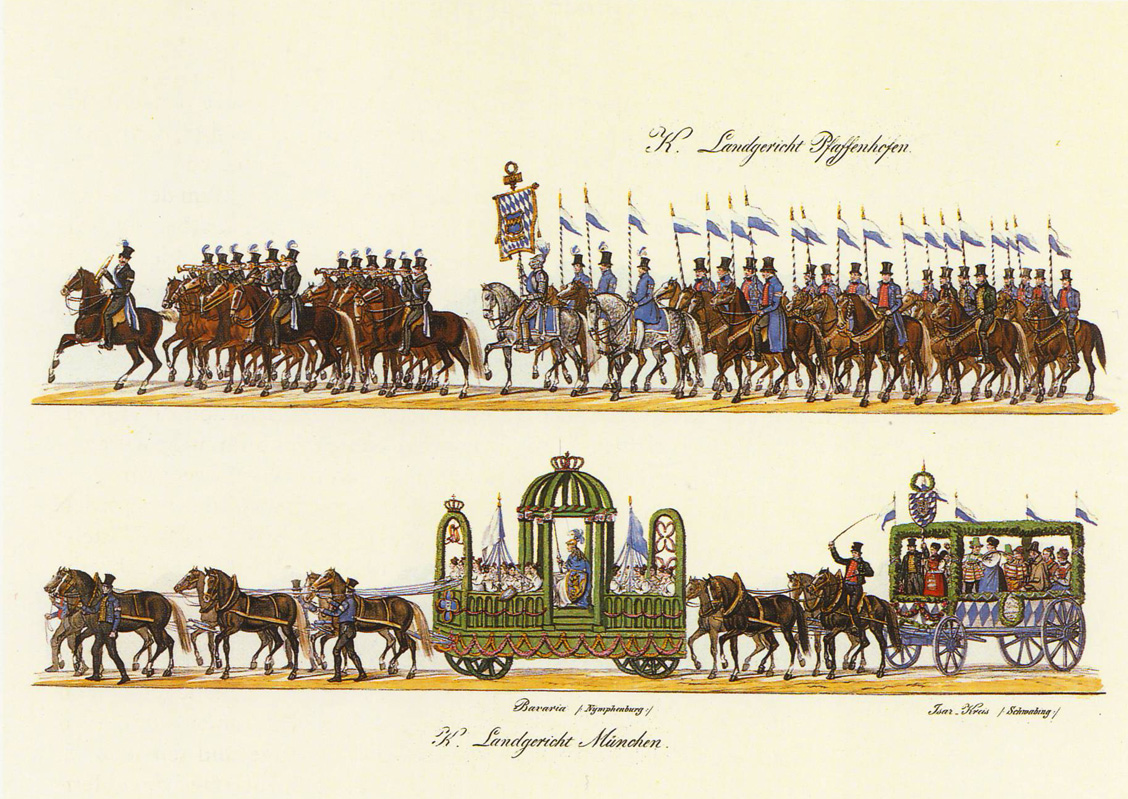
München, Jubiläumsfestzugs zum Oktoberfest, Bild 1 von 24 Lithografien von Gustav Kraus von 1835

Gustav Kraus (* 30. August 1804 in Passau; † 15. November 1852 in München; auch: Gustav Friedrich; Gustav Wilhelm) war ein bayerischer Lithografiekünstler der Biedermeierzeit.

## Leben und Wirken

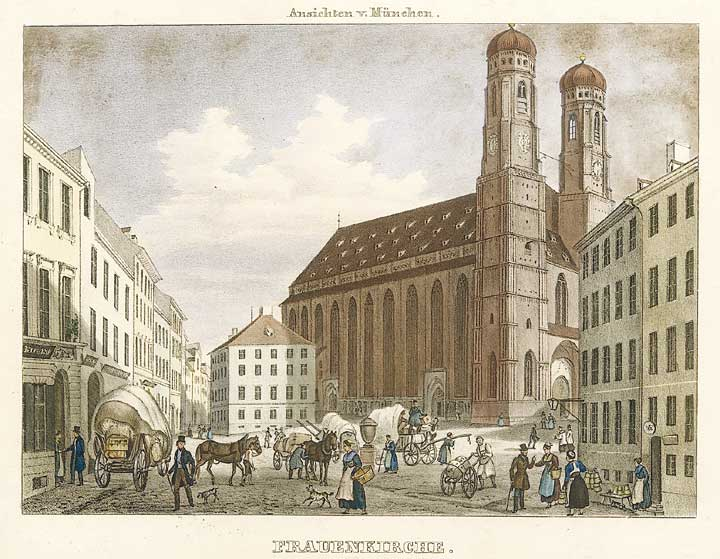
München, Frauenkirche, Lithografie von Gustav Kraus von 1839

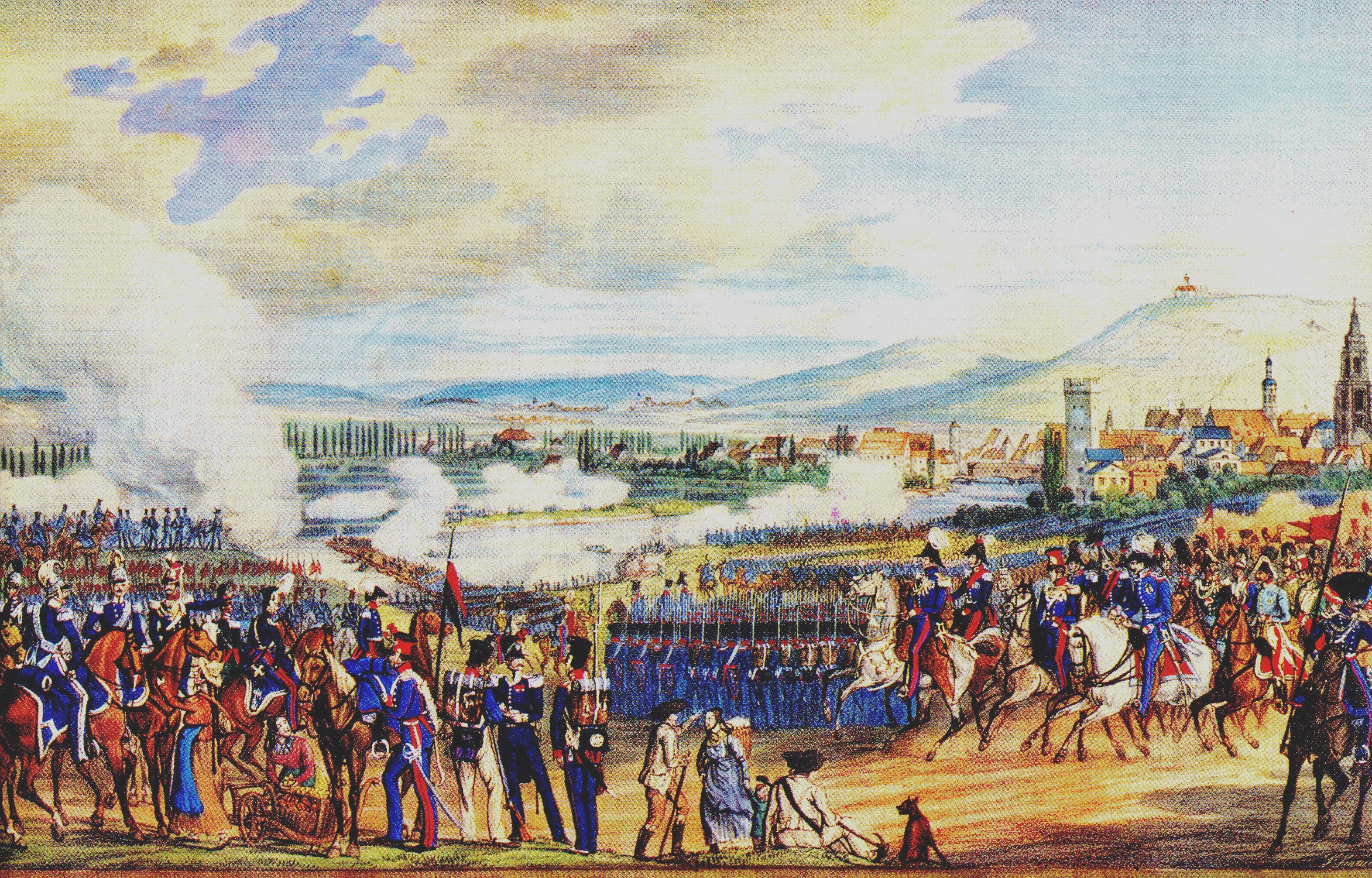
Aufmarschplatz zum Manöver des VIII. Bundesarmeekorps bei Heilbronn, Lithografie von Gustav Kraus von 1840

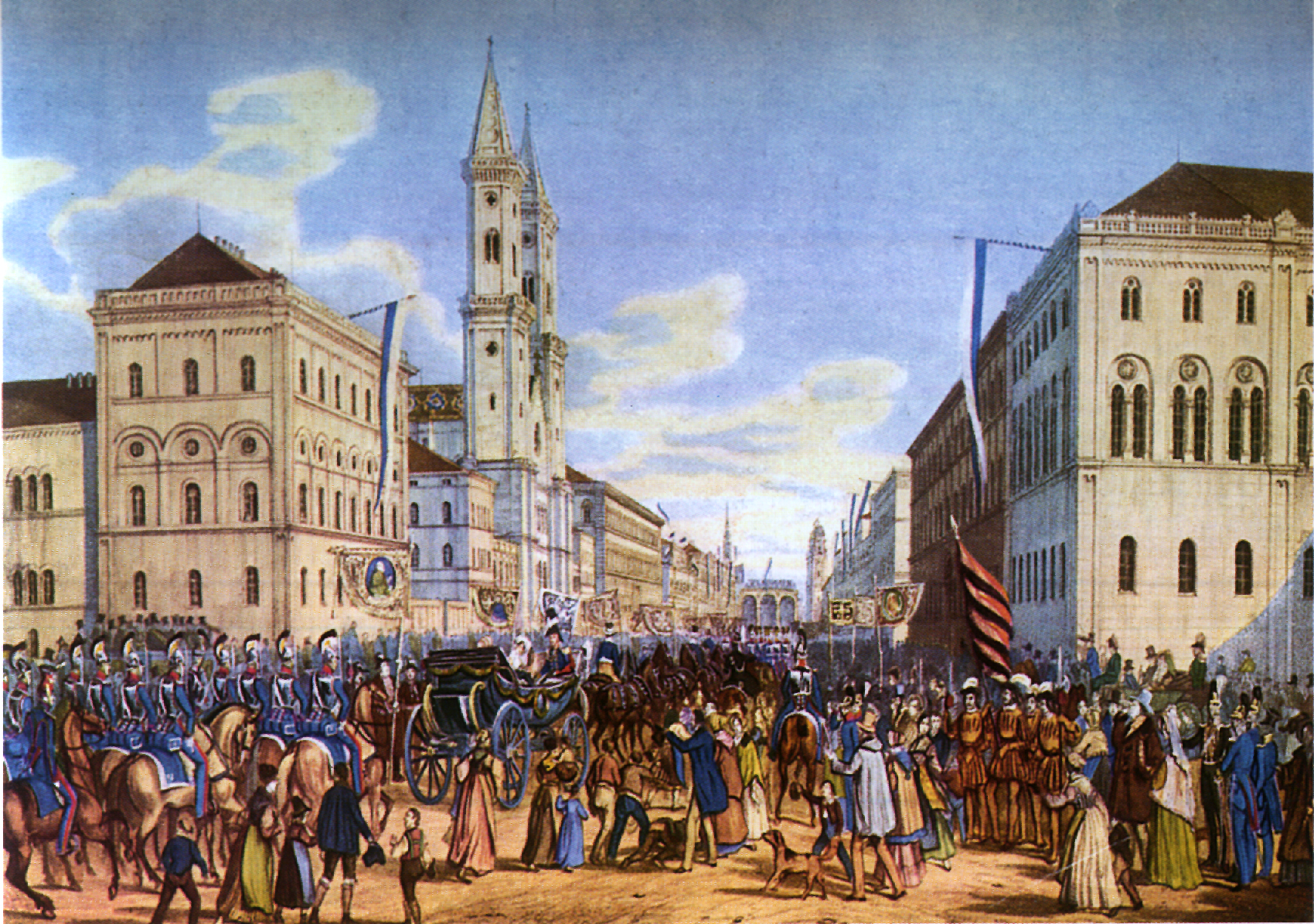
Die Münchner Ludwigstraße beim Einzug der Prinzessin Marie von Preußen, Lithografie von Gustav Kraus von 1842

Seine Eltern stammten aus Rothenburg ob der Tauber. Nach der Versetzung des Vaters als bayerischer Soldat nach Passau kam Gustav zur Welt und verbrachte dort seine Kindheit. Mit der nächsten Versetzung siedelte die Familie 1812 nach Donauwörth über. Als der Vater dort 1815 starb, kehrte die Familie nach Rothenburg zurück. Als 1817 auch die Mutter starb, nahm ein Onkel Gustav und seine zwei jüngeren Geschwister zu sich. Aus dieser Rothenburger Jugendzeit sind einige wenige Zeichnungen und Aquarelle (Landschaft, Veduten) Gustavs erhalten geblieben. Er absolvierte eine Buchdruckerlehre und kam 1824 nach München. Hier war er an der Akademie der Bildenden Künste Schüler der bis 1826 existierenden Landschaftsklasse von Wilhelm von Kobell und wurde vom Münchener Kunstverein als Mitglied aufgenommen. Von Kobell übernahm er die Luftperspektive und die Art der Figurenstaffage, eine Fortentwicklung aus den Begegnungsbildern Kobells.
Er verschrieb sich ganz der jungen Lithografie-Technik und verstand sich dabei selbst weniger als Künstler, vielmehr als Gebrauchsgrafiker. Als solchen fand man ihn auch in Münchener Adressbüchern. Geschäftlich erfolgreich, erwarb er 1836 ein Haus in der Löwenstraße (heute: Schellingstraße), wo er auch seinen eigenen Verlag begründete. 1848 trat er dem Künstler-Freikorps bei.
Seine zahlreichen, oft großformatigen Lithografien, brachten Gustav Kraus den Ruf des „Bildberichterstatters der Biedermeierzeit“ (Eugen Roth) zwischen 1825 und 1850 ein, zumal er in seinen Bildern topografische Genauigkeit mit künstlerischer Qualität in Einklang brachte. Diese entstanden häufig nach Vorlagen von Heinrich Adam, aber auch nach eigenen Zeichnungen und Aquarellen aus dem süddeutschen Raum und vor allem Münchens. Die Stadt- und Architekturveduten, Ereignisbilder (u. a. Manöverbilder, Umzüge, Prozessionen, Einweihungsfeiern), Porträts von Hof und Adel, Trachten und Uniformen wurden von vielen Verlagen, vor allem in Reiseführern von Adolph von Schaden, verwendet und immer wieder aufgelegt. Um 1840 weilte er nochmals in Rothenburg, wo er eine Serie von 16 Rothenburg-Ansichten herstellte, die er selbst herausgab und die in der L.M. Beck´schen Buchhandlung in Rothenburg verkauft wurde.
Seine letzte bekannte Lithografie zeigt die Enthüllung der Bavaria im Jahr 1852. Bei diesem Anlass fand bereits die neue Technik der Fotografie ihre Anwendung.
Bislang gab es eine einzige große Ausstellung zu seinem reichen Werk, nämlich 1977 im Münchner Stadtmuseum anlässlich des Erscheinens der Monografie von Christine Pressler über den Künstler. Seine Blätter sind heute eine unersetzliche Quelle für das Stadtbild Münchens im zweiten Viertel des 19. Jahrhunderts. Sein Hauptwerk dürfte der Oktoberfestzug von 1835 mit seinen 24 farbenprächtigen Lithografien sein.

## Veröffentlichungen mit Werken von Gustav Kraus
- Adolph von Schaden: Alpenröslein oder 24 malerische Ansichten verschiedener Burgen, Gegenden, Seen etc. im Salzkammergute, dann in den Salzburger-, Berchtesgadener- und Tyroler-Gegenden. Mit französischem und deutschem Texte. Lindauer, München 1836, 1 Bl., 21 SS., 2 Bll., mit 24 lith. Tafeln von Gustav Kraus,
- Adolph von Schaden: Alpenblumen oder fünfundzwanzig malerische Ansichten interessanter Berge, Seen, Städte, Burgen, Thäler ec. im bayerischen Hochlande. Lindauer, München 1837, 34 S. mit 25 (1 gefalt.) lithogr. Tafeln von G. Kraus.
- Adolph von Schaden: Münchner Vergißmeinnicht oder Erinnerung an den Aufenthalt im deutschen Athen. Zwanzig neu aufgenommene bildliche Darstellungen der vorzüglichen Gebäude, Strassen und öffentlichen Plätze der Königlichen Bayerischen Hauptstadt und Residenzstadt München. Lindauer’sche Buchhandlung, München 1833 (auch als Faksimile-Nachdruck, 20 Lithografien von Gustav Kraus, 24 S. und 20 Tafeln und Anmerkungen des Hrsg., München: Gerber Verlag GmbH 1985).
- Adolph von Schaden: Neuestes Taschenbuch für Reisende durch Bayerns und Tyrols Hochlande, dann durch Berchtesgadens und Salzburgs Gefilde, nebst Beschreibungen Hohenschwangaus, Gasteins, des Salzkammergutes und Bodensees. mit einem Stahlstich, 6 gefalteten Lithografien von Gustav Kraus, 1 Falttabelle und eine gefaltete Reisekarte, umgeben von 18 kleinen Randansichten, Joseph Lindauer, München 1833, 184 S. (Ders. Titel ohne „Neustestes“, 2., umgearbeitete Auflage, München: Joseph Lindauer 1836, IV, 267 S., mit 8 (6 gefalteten) lithografischen Tafeln von Gustav Kraus, federlithografischer Tafel, 2 Stahlstichtafeln, 2 Faltkarten (1 gestochen, 1 lithografiert) sowie Falttabelle).
- Adolph von Schaden: Gebirgs-Album oder neueste Sammlung nach der Natur neu aufgenommener, malerischer Ansichten aus Tyrol und Vorarlberg. Album du Tyrol. Lindauer, München 1840, 45 S. mit lithogr. Frontispiz und 30 lithografischen Tafeln von A. Podesta, J. Werner und Gustav Kraus.
- München in alten Graphiken, Köln: Bachem 1972, 54 Blätter mit 49 Ansichten (u. a. von Gustav Kraus, aus dem Bestand des Münchner Stadtmuseums).
- Adolph von Schaden: Taschenbuch für Reisende durch Bayerns und Tyrols Hochlande. Reprint, Süddeutscher Verlag, München 1985, 186 S.